# Theodor Schwede
Theodor Konstantin Schwede (russ.: Fjodor Fjodorowitsch) (* 1819; † nach 1863) war ein deutsch-baltischer Landschaftsmaler.
Schwede war der Sohn eines Theodor Schwede und ein Vetter von Robert Schwede. Er war Schüler an der Sankt Petersburger Akademie, die ihm 1847 den Titel freier Künstler verlieh. Schwede wirkte als Zeichenlehrer in Sankt Petersburg. 1848 stellte er Werke über Volkssagen her, 1868 malte er Schloss Kolzen (heute Birini in Lettland).